# Bodilus pantherinus
Bodilus pantherinus är en skalbaggsart som beskrevs av Rudolph Petrovitz 1963. Bodilus pantherinus ingår i släktet Bodilus och familjen Aphodiidae. Inga underarter finns listade.